# Werner Treichel
Werner Treichel (Berlin, 1921. január 14. – Nyugat-Berlin, 1978. március 3.) német nemzetközi labdarúgó-játékvezető.

## Pályafutása

### Nemzeti játékvezetés
1963-ban lett az I. Liga játékvezetője. Az aktív nemzeti játékvezetéstő 1966-ban vonult vissza. Nemzeti liga mérkőzéseinek száma: 11. Vezetett bajnoki mérkőzéseinek száma: 20.

#### Nemzeti kupamérkőzések
Vezetett Kupa-döntők száma: 2.

##### Bajnoki döntő
Pályafutása alatt Albert Duschnak, Gerhard Schulenburgnak és Treichelnek jutott ez a megtiszteltetés, hogy több bajnoki döntőt dirigálhatott.
1964-ben az egyik területi bajnoki döntőt vezette, a Hannover 96–Wiesbaden SV (2:0) csapatainak közreműködésével.

### Nemzetközi játékvezetés
A Német labdarúgó-szövetség (DFB) Játékvezető Bizottsága (JB)  terjesztette fel nemzetközi játékvezetőnek, a Nemzetközi Labdarúgó-szövetség (FIFA) 1955-től tartotta nyilván bírói keretében. Több nemzetek közötti válogatott és klubmérkőzést vezetett, vagy működő társának partbíróként segített. Az angol nemzetközi játékvezetők rangsorában, a világbajnokság-Európa-bajnokság sorrendjében többedmagával a 28. helyet foglalja el 2 találkozó szolgálatával. Az aktív nemzetközi játékvezetéstől 1958-ban búcsúzott. Válogatott mérkőzéseinek száma: 6.

#### Világbajnokság
A világbajnoki döntőhöz vezető úton Svédországba a VI., az 1958-as labdarúgó-világbajnokságra a FIFA JB bíróként alkalmazta.
| Időpont           | Helyszín                     | Mérkőzés típusa           | Mérkőzés               | Eredmény | Nézők száma |
| ----------------- | ---------------------------- | ------------------------- | ---------------------- | -------- | ----------- |
| 1957. március 20. | Feyenoord Stadion, Rotterdam | előselejtező (5. csoport) | Luxemburg–Hollandia    | 4 : 1    | 45 000      |
| 1957. május 26.   | Nemzeti Stadion, Lisszabon   | előselejtező (8. csoport) | Portugália–Olaszország | 3 : 0    | 25 000      |

#### Skandináv Bajnokság
| Időpont             | Helyszín               | Mérkőzés típusa | Mérkőzés            | Eredmény |
| ------------------- | ---------------------- | --------------- | ------------------- | -------- |
| 1962. augusztus 26. | Városi Stadion, Bergen | csoportmérkőzés | Norvégia–Finnország | 2 : 1    |

#### Nemzetközi kupamérkőzések

##### Bajnokcsapatok Európa-kupája
| Időpont              | Helyszín                           | Mérkőzés típusa         | Mérkőzés                    | Eredmény | Nézők száma |
| -------------------- | ---------------------------------- | ----------------------- | --------------------------- | -------- | ----------- |
| 1958. szeptember 17. | Edwarda Szymkowiaka Stadion, Bytom | selejtező (1. mérkőzés) | Polonia Bytom (lengyel)–MTK | 0 : 3    | 30 000      |

##### Kupagyőztesek Európa-kupája
| Időpont           | Helyszín                 | Mérkőzés típusa            | Mérkőzés               | Eredmény |
| ----------------- | ------------------------ | -------------------------- | ---------------------- | -------- |
| 1961. november 2. | Ajax Stadion, Amszterdam | első forduló (1. mérkőzés) | AFC Ajax–Újpesti Dózsa | 2 : 1    |

## Sportvezetőként
1950-től a játékvezetők oktatásával foglalkozott. 1955-ben őt választották Berlin Játékvezető  Bizottságának elnökének. 1970-től haláláig a DFB Játékvezető Bizottságában Berlint képviselte.

## Írásai
Carl Koppehel nemzetközi játékvezető társával együtt 1958-ban kiadtak egy szabálykönyvet, amit 9 kiadás követett. Az 1977-es felújított kiadás egyik szerzője.

## Magyar vonatkozások
| Időpont         | Helyszín             | Mérkőzés típusa          | Mérkőzés           | Eredmény | Nézők száma |
| --------------- | -------------------- | ------------------------ | ------------------ | -------- | ----------- |
| 1963. május 19. | Népstadion, Budapest | 394. válogatott mérkőzés | Magyarország–Dánia | 6 : 0    | 45 000      |

## Külső hivatkozások
- Werner Treichel. World Referee. [2012. október 5-i dátummal az eredetiből archiválva]. (Hozzáférés: 2013. február 3.)
- Werner Treichel. footballzz.com. (Hozzáférés: 2013. február 3.)
- Werner Treichel. footballdatabase.eu. (Hozzáférés: 2013. február 3.)
- Werner Treichel. football-lineups.com. (Hozzáférés: 2013. február 3.)
- Werner Treichel. scoreshelf.com. [2015. október 2-i dátummal az eredetiből archiválva]. (Hozzáférés: 2013. február 3.)
- Werner Treichel. eu-football.info. (Hozzáférés: 2013. február 3.)
- Werner Treichel. weltfussball.de. (Hozzáférés: 2013. február 3.)
- Werner Treichel. gazeta.pl. (Hozzáférés: 2013. február 3.)